# Ellychnia alexanderi
Ellychnia alexanderi is een keversoort uit de familie glimwormen (Lampyridae). De wetenschappelijke naam van de soort is voor het eerst geldig gepubliceerd in 1969 door Fender.